# Yasuyuki Moriyama
Pour les articles homonymes, voir Moriyama (homonymie).
Yasuyuki Moriyama (森山 泰行, Moriyama Yasuyuki) est un footballeur international japonais né le 1er mai 1969 à Gifu dans la préfecture de Gifu au Japon.